# Józef Zaleski (generał)
Józef Jakub Zaleski herbu Dołęga (ur. 19 marca 1838, zm. 3 marca 1899 w Stanisławowie) – Feldmarschalleutnant cesarskiej i królewskiej Armii.

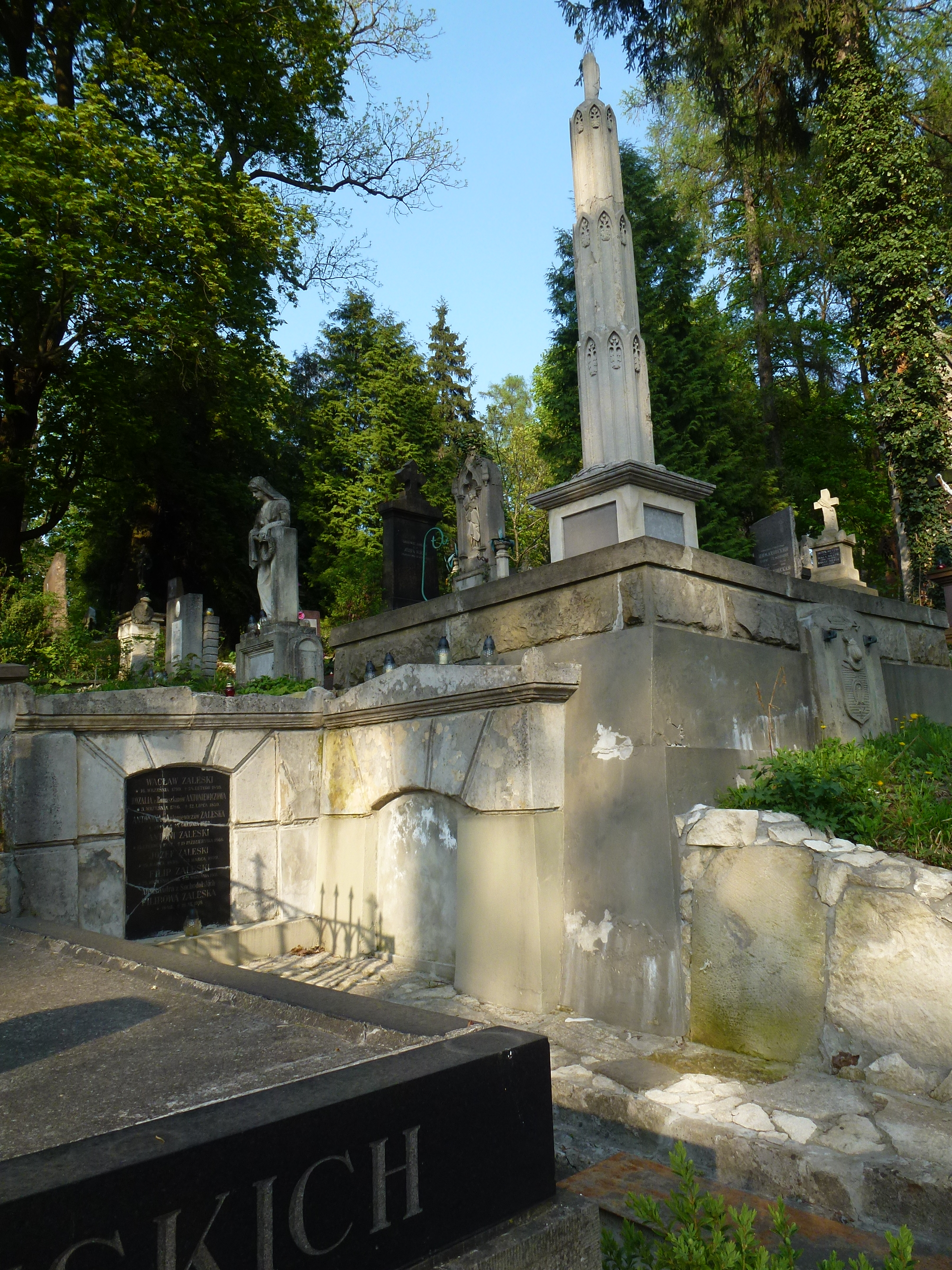
Grobowiec Zaleskich

## Życiorys
Urodził się w 1838. Wywodził się z rodu Zaleskich z Otoka herbu Dołęga. Był synem Wacława Zaleskiego (1799-1849, poety, ostatniego gubernatora Galicji) i Antoniny z domu Antoniewicz (1814-1862) oraz bratem Filipa Zaleskiego (1836-1911, polityka, namiestnika Galicji)
Po ukończeniu edukacji domowej,  jako absolwent Terezjańskiej Akademiię Wojskowej wstąpił do służby w Armii Cesarstwa Austriackiego. Około 1856 został mianowany kadetem w 2 pułku huzarów
, około 1858 awansowany na podporucznika 2 klasy, a około 1859 na nadporucznika. Od około 1859 był słuchaczem Centralnego Wojskowego Instytutu Jazdy Konnej w Wiedniu. Od około 1860/1861 ponownie był oficerem w szeregach 2 pułku huzarów, według stanu z 1868 stacjonującego w Prossnitz. W 1866 brał udział w wojnie prusko-austriackiej.
Od 1867 był wojskowym C.K. Armii. Został awansowany na stopień rotmistrza kawalerii 1 klasy ze starszeństwem z dniem 1 listopada 1869. Od około 1869 był oficerem 6 pułku huzarów ze sztabem w Klagenfurcie, od około 1872 w Gyöngyös. Od około 1873 był oficerem 7 pułku ułanów w Brzeżanach
. Pozostając oficerem tej jednostki około 1874 był słuchaczem 7 Centralnego Kursu Kawalerii w Wiedniu, a od około 1876 do około 1878 był urlopowany z przyznanym zaopatrzeniem (Wartegebühr). W późniejszych latach ponownie był czynnym oficerem 7 pułku ułanów. Został awansowany na majora z dniem 1 maja 1880. Od około 1882/1883 stacjonował w szeregach 7 pułku ułanów w Nagymihály, a od około 1883 do około 1886 był oficerem 8 pułku ułanów we Lwowie. W tym okresie został awansowany na podpułkownika z dniem 1 maja 1884.
Od 1886 do około 1892 był komendantem 10 pułku dragonów w Tarnopolu. W tym okresie został awansowany na pułkownika z dniem 10 grudnia 1887. Jako oficer nadkompletowy 10 pułku dragonów (w pierwszym roku) od około 1892 do około 1896 był komendantem 6 brygady kawalerii w Miszkolcu (według innej wersji w Koszycach). W tym czasie został mianowany generałem-majorem z dniem 11 maja 1893. Został mianowany na stopień Feldmarschalleutnanta z dniem 31 października 1896. Od tego czasu był komendantem oddziału kawalerii dywizyjnej w Stanisławowie. W 1897 został przeniesiony w stan spoczynku po 40 latach służby. W tym czasie przebywał w Stanisławowie. W polskim piśmiennictwie był określany jako generał-porucznik.
Był żonaty z Gabrielą z domu Załęską herbu Prus III (1865-1928, córka Juliusza Załęskiego i Karoliny z Dzieduszyckich), wcześniej zamężną z Michałem Jasieńskim). Zmarł 3 marca 1899 w Stanisławowie w wieku 61 lat. Został pochowany w grobowcu rodzinnym na Cmentarzu Łyczakowskim we Lwowie.

## Odznaczenia
- Krzyż Kawalerski Orderu Leopolda (około 1898)[54][3]
- Order Korony Żelaznej III klasy (około 1892)[56][3]
- Krzyż Zasługi Wojskowej z dekoracją wojenną (około 1867)[57][58][3]
- Medal Wojenny[54][3]